# Hidden Agenda (Computerspiel, 2017)
Hidden Agenda ist ein vom englischen Entwicklerstudio Supermassive Games exklusiv für die PlayStation 4 entwickeltes Action-Adventure für bis zu sechs Mitspieler. Das Videospiel ist Teil der PlayLink-Serie, bei dem nicht der Controller, sondern ein Smartphone oder ein Tabletcomputer mit Android- oder iOS-Betriebssystem als Eingabegerät zur Steuerung genutzt wird. Wie bereits auch bei dem Spiel Until Dawn des Entwicklerstudios, auf dessen Spielmechanik Hidden Agenda basiert, können die handelnden Personen sterben. Das Spiel wurde erstmals auf der Fachmesse Electronic Entertainment Expo 2017 in Los Angeles vorgestellt und erschien im November 2017.

## Voraussetzungen
Neben dem Download oder dem Kauf einer physischen Version des Spiels für PlayStation 4, ist die Installation einer zusätzlichen App erforderlich, welche kostenlos im Google Play Store für Android-Betriebssysteme respektive im App Store für Geräte mit iOS-Betriebssystem zur Verfügung steht. Notwendig ist es zudem, dass sich alle Geräte im selben WLAN-Netz befinden, damit die Kommunikation zwischen Spielkonsole und Smartphone oder Tablet gewährleistet ist.

## Spielablauf
Die Spieler verfolgen die Protagonistinnen Detective Becky Marnie und Staatsanwältin Felicity Graves auf der Jagd nach einem Serienmörder, der nur unter dem Pseudonym „The Trapper“ bekannt ist. In dem Stil eines Interaktiven Krimis wird der Handlungsverlauf an vorgegebenen Stellen unterbrochen und der Fortgang wird von den Mitspielern beeinflusst. Teilweise unter Zeitdruck müssen die Spieler eine der angebotenen Optionen auswählen, die Mehrheit entscheidet dann über den weiteren Verlauf des Geschehens. So kann zum Beispiel zu Beginn der Geschichte entschieden werden, ob auf einen Verdächtigen geschossen wird. Allerdings kann ein einzelner Spieler auch ein Veto gegen den Mehrheitsbeschluss einlegen und so die Handlung in die von ihm gewünschte Richtung lenken. Das ist insbesondere dann entscheidend, wenn ein Spieler eine geheime Aufgabe, die sogenannte Hidden Agenda (englisch für ‚Hintergedanke‘ oder ‚geheime Absicht‘), von dem Spiel nach dem Zufallsprinzip zugeteilt bekommen hat und beispielsweise eine bestimmte Entscheidung oder Handlung auch gegen den Willen der Mehrheit durchsetzen soll. Die Spielzeit für einen Durchgang wird mit etwa zwei Stunden angegeben. Bedingt durch die zahlreichen möglichen Verzweigungen der Geschichte, zeigen sich immer wieder neue Handlungsabläufe, so dass sich ein mehrfaches Durchspielen lohnt.

## Rezeption
Hidden Agenda erhielt durchwachsene Bewertungen. Die Rezensionsdatenbank Metacritic aggregiert 45 Rezensionen zu einem Mittelwert von 66.

„Hidden Agenda ist ein hervorragendes Spiel für mehrere Spieler, nicht jedoch ein Partyspiel. Wer dabei nicht aufpasst, verliert den Zugang zur Geschichte und wird keinen Spaß mehr haben. Wenn ihr jedoch Leute zusammentrommeln könnt, die an der Story interessiert sind und denen es auch Spaß macht, ab und zu mal ein bisschen fies zu euch zu sein, ist es großartig.“

„Ich tue mich ehrlich gesagt ziemlich schwer damit, Hidden Agenda zu bewerten oder eine generelle Empfehlung auszusprechen. Denn wie bei eigentlich allen Playlink-Spielen hängt das Spaßpotenzial enorm von der Gruppe ab, mit der ihr spielt. In einem Team, das sich auf die eher ruhige Geschichte einlässt und gerne etwas rätselt, zündet der Titel natürlich deutlich besser als bei allen, die nur schnell etwas zur Auflockerung spielen wollen.“